# 15. korpus (Kopenska vojska ZDA)
Za druge 15. korpuse glejte 15. korpus.
15. korpus (izvirno angleško XV Corps) je bil korpus Kopenske vojske Združenih držav Amerike.

## Podrejenost
| 3. armada | 6. julij 1944 – 23. avgust 1944      |
| 1. armada | 24. avgust 1944 – 28. avgust 1944    |
| 3. armada | 29. avgust 1944 – 28. september 1944 |
| 7. armada | 29. september 1944 – VE Day          |